# Huadong
Huadong (kinesiska: 化峒镇, 化峒) är en köping i Kina. Den ligger i den autonoma regionen Guangxi, i den södra delen av landet, omkring 190 kilometer väster om regionhuvudstaden Nanning. Antalet invånare är 16193. Befolkningen består av 7 745 kvinnor och 8 448 män. Barn under 15 år utgör 20,0 %, vuxna 15-64 år 67 %, och äldre över 65 år 12,0 %.
Genomsnittlig årsnederbörd är 1 793 millimeter. Den regnigaste månaden är juni, med i genomsnitt 329 mm nederbörd, och den torraste är februari, med 25 mm nederbörd.